# Arco de las Antillas Australes

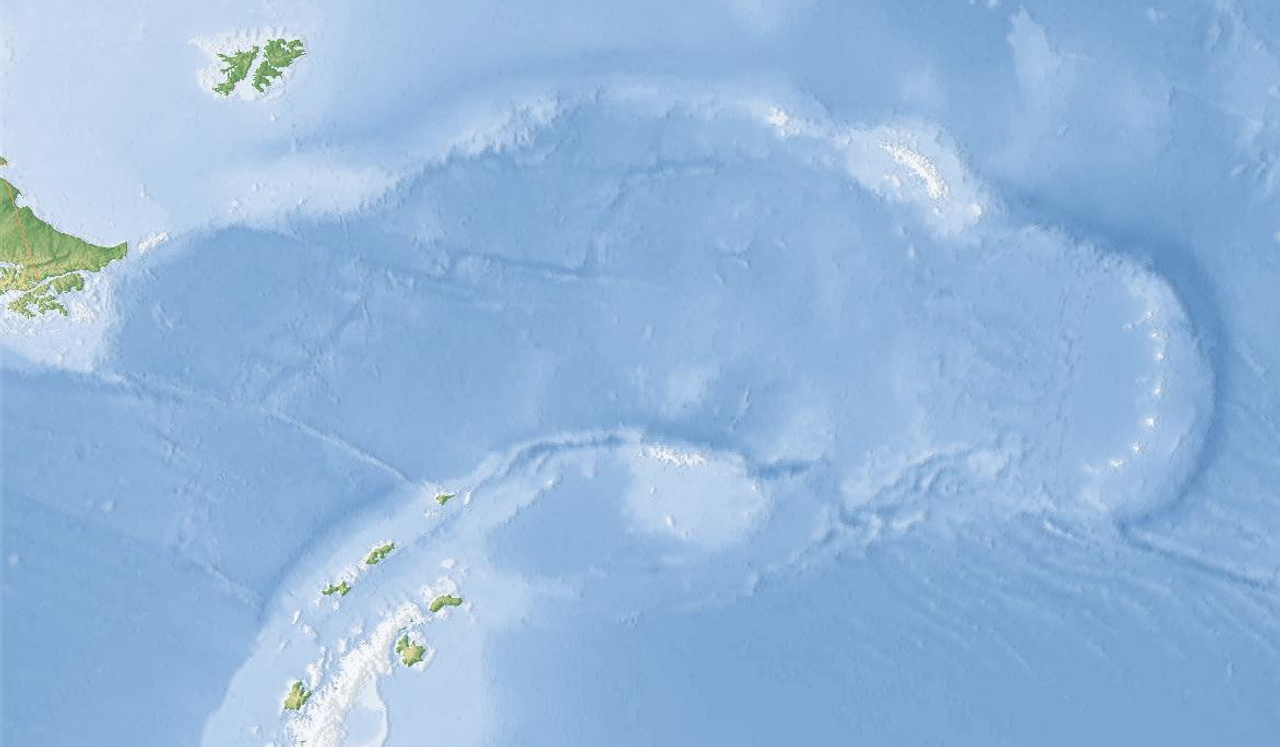
Arco de Scotia.

Arco de las Antillas Australes o Arco de Scotia es el nombre que recibe un arco volcánico oceánico y cordillera submarina que resulta ser la continuación hundida de la cordillera de los Andes y que empalma con la cordillera antártica de los Antartandes. 
La cordillera dorsal del Scotia delimita por el norte y por el sur al mar del Scotia formando un pronunciado arco de al menos 4350 km de extensión (esta cifra prácticamente se duplica si se considera como un ramal a la cordillera submarina que corre paralela a las costas occidentales de la península Antártica).
Geológicamente se trata de un sistema orográfico bastante joven con fuerte vulcanismo e importante sismicidad estando sus cumbres más eminentes por sobre el nivel del mar en el archipiélago llamado Antillas del Sur o Antartillas que incluye a las islas Aurora, Georgias del Sur, Sandwich del Sur, Orcadas del Sur y Shetland del Sur; la mayor actividad volcánica y sísmica se registra en el extremo más oriental (donde emergen las Sandwich del Sur) ya que allí la dorsal entra en contacto y se hunde abruptamente en una zona de subducción: la abisal Fosa de las Sandwich del Sur con profundidades de 8325 metros bajo el nivel del mar; en gran medida es precisamente el choque de placas tectónicas (como la Sudamericana, Antártica y la pequeña placa Scotia) la que produce el plegamiento de corteza terrestre que origina a esta dorsal.
El sector submarino más occidental de esta cordillera (el banco Namuncurá) es amesetado por el norte la dorsal del Scotia limita sucesivamente con el mar Argentino y la cuenca Argentina, por el este con la ya indicada fosa de las Sandwich y por el sur con la cuenca Atlántico-Antártico.
Algunos especialistas han considerado que la dorsal del Scotia sería el límite natural entre los océanos Atlántico y Pacífico. Para otros, el tramo que corre de oeste a este podría ser la divisoria entre los océanos Atlántico y Antártico; a este último generalmente se lo suele circunscribir por el norte hasta latitudes más australes.
57°30′S 040°00′O / -57.500, -40.000